# The Clash (album)
The Clash je první album stejnojmenné britské punkrockové skupiny The Clash, vydané v Anglii roku 1977 vydavatelstvím CBS Records a produkované jejich koncertním zvukařem Mickeyem Footem. Album bylo nahráno během 3 víkendů ve studiu CBS začátkem února roku 1977. V USA album vyšlo v červenci 1979 až pod druhém albu Clash Give 'Em Enough Rope s trochu jiným obalem a pozměněným a obohaceným seznamem skladeb. Prodalo se přes 100 000 kopií.

## Seznam skladeb
Všechny písně napsali Joe Strummer a Mick Jones, kromě výjimek.

### Strana jedna
1. "Janie Jones" – 2:08
2. "Remote Control" – 3:03
3. "I'm So Bored with the USA" – 2:24
4. "White Riot" – 1:56
5. "Hate and War" – 2:06
6. "What's My Name?" (Jones, Levene, Strummer) – 1:41
7. "Deny" – 3:06
8. "London's Burning" – 2:12

Stopy 1, 3–4, 6–8 zpívá Joe Strummer. Stopy 2 a 5 zpívá Joe Strummer a Mick Jones.

### Strana dva
1. "Career Opportunities" – 1:54
2. "Cheat" – 2:06
3. "Protex Blue" – 1:47
4. "Police & Thieves" (Junior Murvin, Lee Perry) – 6:03
5. "48 Hours" – 1:36
6. "Garageland" – 3:12

Stopy 1–2 a 4–6 zpívá Joe Strummer. Stopu 3 zpívá Mick Jones.

## Sestava
- Mick Jones – kytara, zpěv
- Joe Strummer – kytara, zpěv
- Paul Simonon – baskytara
- Terry Chimes – bicí (uveden jako "Tory Crimes")

## 1979 U.S. version

### Seznam skladeb (1979)
Všechny písně napsali Joe Strummer a Mick Jones, kromě výjimek.

#### Strana jedna (1979)
1. "Clash City Rockers" – 3:55
2. "I'm So Bored with the USA" – 2:24
3. "Remote Control" – 3:00
4. "Complete Control" – 3:14
5. "White Riot" – 1:58
6. "(White Man) in Hammersmith Palais" – 3:58
7. "London's Burning" – 2:10
8. "I Fought the Law" (Sonny Curtis) – 2:40

#### Strana dva (1979)
1. "Janie Jones" – 2:00
2. "Career Opportunities" – 1:58
3. "What's My Name?" (Jones, Levene, Strummer) – 1:40
4. "Hate and War" – 2:05
5. "Police & Thieves" (Junior Murvin, Lee Perry) – 5:58
6. "Jail Guitar Doors" – 3:05
7. "Garageland" – 3:12

### Sestava (1979)
- Mick Jones – kytara, zpěv
- Joe Strummer – kytara, zpěv
- Paul Simonon – baskytara
- Terry Chimes – bicí krom výjimek dole (uveden jako "Tory Crimes")
- Topper Headon – bicí ve skladbě "Clash City Rockers", "Complete Control", "(White Man) In Hammersmith Palais", "I Fought the Law", and "Jail Guitar Doors"